# Judit Kormos
Judit Kormos (ur. 1970) – węgierska językoznawczyni działająca w Wielkiej Brytanii. Jej działalność naukowa koncentruje się na lingwistyce stosowanej i aspektach psychologicznych w nauczaniu drugiego języka. Zajmuje się również problematyką kształcenia językowego osób ze specjalnymi potrzebami edukacyjnymi.
Jest absolwentką Uniwersytetu Loránda Eötvösa w Budapeszcie, gdzie w 1999 roku uzyskała doktorat z lingwistyki. Została zatrudniona na Lancaster University w Wielkiej Brytanii.

## Twórczość książkowa
- Kontráné Hegybíró, E., Kormos, J. (2006). Testing for language teachers. Budapest: Okker Kiadó.
- Kormos, J. (2006). Speech production and second language acquisition. (Cognitive sciences and second language acquisition). Mahwah, N.J.: Lawrence Erlbaum Associates.
- Kormos, J., Kontra, E. H. (2008). Language learners with special needs: an international perspective. Bristol: Multilingual Matters.
- Kormos, J., Smith, A. M. (2012). Teaching foreign languages to learners with specific learning differences. Bristol: Multilingual Mattters.
- Kormos, J. (Editor) (2014). Speech production and second language acquisition. Routledge. ISBN 978-0805856583.
- Dóczi, B., Kormos, J. (2016). Longitudinal developments in vocabulary knowledge and lexical organization. New York: Oxford University Press.
- Kormos, J. (2017). The Second Language Learning Processes of Students with Specific Learning Difficulties. (Second Language Acquisition Research Series). New York: Routledge